# Roxy Music (álbum)
Roxy Music es el álbum debut de la banda de rock inglesa Roxy Music, publicado el 16 de junio de 1972. Alcanzó la posición No. 10 en la lista de éxitos UK Albums Chart.

## Lista de canciones

### Lanzamiento original para el Reino Unido
1. "Re-Make/Re-Model" - 5:10
2. "Ladytron" - 4:21
3. "If There Is Something" - 6:33
4. "2 H.B." - 4:34
5. "The Bob (Medley)" - 5:48
6. "Chance Meeting" - 3:00
7. "Would You Believe?" - 3:47
8. "Sea Breezes" - 7:00
9. "Bitters End" - 2:02

### Lanzamiento para Estados Unidos
1. "Re-Make/Re-Model" - 5:14
2. "Ladytron" - 4:26
3. "If There Is Something" - 6:34
4. "Virginia Plain" - 2:58
5. "2 H.B." - 4:30
6. "The Bob (Medley)" - 5:48
7. "Chance Meeting" - 3:08
8. "Would You Believe?" - 3:53
9. "Sea Breezes" - 7:03
10. "Bitters End" - 2:03

## Créditos
- Bryan Ferry – voz, piano
- Brian Eno – sintetizador
- Andy Mackay – oboe, saxofón
- Phil Manzanera – guitarra
- Paul Thompson – batería
- Graham Simpson – bajo